# Glaucomys
Glaucomys é um gênero de roedores da família Sciuridae. Conhecidos popularmente como esquilos voadores, os animais desse gênero são famosos por sua habilidade de planar.

## Espécies
- Glaucomys sabrinus (Shaw, 1801)
- Glaucomys volans (Linnaeus, 1758)